# Lac (province)
Pour les articles homonymes, voir Lac (homonymie).
Le Lac est une des 23 provinces du Tchad dont le chef-lieu est Bol. Elle correspond à l'ancienne préfecture du Lac.

## Situation
La province est située à l'ouest du pays, elle est frontalière du Niger, du Nigeria et du Cameroun.
|       | Kanem        |              |
| Diffa | Lac          | Kanem        |
| Borno | Extrême-Nord | Hadjer-Lamis |

## Subdivisions
La province du Lac est divisée en 5 départements  :
| Province | Chef-lieu de la Province | Département | Chef-lieu de Département | Communes                                                             |
| -------- | ------------------------ | ----------- | ------------------------ | -------------------------------------------------------------------- |
| Lac      | Bol                      | Fouli       | Liwa                     | Liwa, Kaiga-Kindjiria, Daboua                                        |
| Lac      | Bol                      | Kaya        | Bagassola                | Bagassola, Ngouboua                                                  |
| Lac      | Bol                      | Mamdi       | Bol                      | Bol, Kangalam, Ngarangou, Kinesserom                                 |
| Lac      | Bol                      | Wayi        | Ngouri                   | Ngouri, Ndjigdada, Galla-Bira, et Didinentchi                        |
| Lac      | Bol                      | Doum-Doum   | Doum-Doum                | Doum-Doum, Kouloudia, Balladja, Isseîrom, Yourtou, Makarrati, Amerom |

## Démographie
La population de la province est de 451 639 habitants (recensement 2009, population résidente).
Les groupes ethnico-linguistiques principaux sont les Kanembou (plus de 66 %) et les Yedina (appelé Boudouma par les Kanembou) (plus de 18 %),Haoussas, etc.

## Administration
Liste des administrateurs :
Préfets du Lac
. 1991 à 1993 : Mahamat Fadoul Makaye 
- 1997 : Adoum Mannany Kharachi
- 2003 :colonel  Khalil Djibrine

Gouverneurs du Lac (depuis 2002)
- 2003 - 2004 :  général de brigade Gao Kadi
- 2004 - 2005 :Général  de brigade Khalil Djibrine
- 2005 - xx : général de division Danyo Ndokédi
- 2005 - 2006 général de brigade Ramadane Erdoubou
- 2006 - : général de division Weidding Assi Assoué
- 15 septembre 2008- : N'Garboudjoum Jacob
- ? - 2013 :  Adoum Dangai Guet Noukour (en poste jusqu'au 9 août 2013)
- 9 août 2013 : Faitchou Etienne[3]
- 2015 : général de division Bayana kossingar
- 2015 : Kedellah Younouss
- 2015 - 2016 : Adoum Forteye Amadou
- 2018: Abba Ali Salah
- 2018-2020:Général de corps d'armée Abadi Sair Fadoul
- 2020-2021:Mahamat Fadoul Makaye

Députés de la province du Lac Tchad : 
- Député Adjack Malloum (Mamdi)
- Député Tchari Madi Maina (Fouli)
- Député Hadje Zara Affono (Kaya)
- Député Ali Abakar Adji (Wayi)
- Député Abakar Youssouf Abdou (Wayi)
- Député Adoum Moustapha Brahimi (Wayi)
- Député Mahamat Ali Kourtou (Wayi)

Liste des chefs de canton du Lac Tchad :
1. Chef de canton Ngouri Darkari Kadjalla Boukar Modou Choukou

- Chef de canton Badéri (kANEMBOU-BADE)  : Kaala Mahamat nour
- Chef de canton Darakari (DOUH) : Kadjalla Boukar Mbodou Choukou
- Chef de canton Zingui (N'guidjim-Wolia) Mahamat Mbodou Hassan
- Chef de canton Dibinintchi (KANEMBOU-Nguim) Oumar Kadjalami
- Chef de canton N'guelea (KANEMBOU-Ngladibu) Youssouf Mamadou Affono
- Chef de canton Liwa (KANEMBOU-Koubouri) Lawane Mahamat Adoum Forteye
- Chef de canton Bol 1(YEDENA-Gouria 2) Youssouf Mbodou Mbami
- Chef de canton Kiskra (YEDENS-Mai Boula 1) ? [réf. nécessaire]
- Chef De Canton Tataverom (YEDENA-Boudjia ) Mai Gana Alimi
- Chef de Canton Magui( YEDENA-Boudjia), Mal mairi
- Chef de Canton de Koulfoua(YEDENA-Madjigodjia), Mahamat Kongoye
- Chef de Canton de Bol 2 ( YEDENA-Gouria 1), pas encore intronisé
- Chef de Canton de Magar (YEDENA-Maiboula 2), pas encore intronisé

Chef de canton keira ( korety)
Abakar issa